# 1675
Năm 1675 (Số La Mã:MDCLXXV) là một năm thường bắt đầu vào thứ Ba (liên kết sẽ hiển thị đầy đủ lịch) trong lịch Gregory (hoặc một năm thường bắt đầu vào thứ sáu của lịch Julius chậm hơn 10 ngày).